# Željko Ražnatović
Željko Ražnatović (Жељко Ражнатовић; 17 de abril de 1952-15 de enero de 2000), conocido como Arkan (Аркан), fue un mafioso y jefe de la fuerza paramilitar serbio, llamada Guardia Voluntaria Serbia durante las Guerras Yugoslavas, considerada una de las fuerzas paramilitares más temidas y eficaces durante las guerras. Su unidad paramilitar fue responsable de numerosos crímenes en Bosnia Oriental, incluidos asesinatos, saqueos, violaciones y limpiezas étnicas.Fue una de las figuras más célebres e icónicas de Serbia durante su época.
Estuvo en la lista de los diez más buscados de Interpol en las décadas de 1970 y 1980 por robos y asesinatos cometidos en países de toda Europa, escapó de la cárcel en dos ocasiones, y posteriormente fue acusado por el Tribunal Penal Internacional para la antigua Yugoslavia de crímenes contra la humanidad. Hasta su asesinato en enero de 2000, Ražnatović era la figura más poderosa del crimen organizado en los Balcanes, así como el gángster más poderoso de Serbia patrocinado por el Estado.

## Biografía
Željko Ražnatović nació en Brežice, una pequeña ciudad fronteriza de Baja Estiria, República Socialista de Eslovenia. Su padre, Veljko Ražnatović sirvió como oficial condecorado en la Fuerza Aérea de la República Federal Socialista de Yugoslavia, siendo altamente clasificado por su notable participación en la Segunda Guerra Mundial. Veljko estaba destinado en la Estiria eslovena cuando nació su cuarto hijo, Željko.
El niño Željko pasó parte de su infancia en Zagreb y Pančevo antes de que el trabajo de su padre acabara llevando a la familia a la capital yugoslava de Belgrado, que se considera su ciudad natal. Creció con tres hermanas mayores en un hogar patriarcal estricto y militarista con abusos físicos regulares por parte de su padre. En una entrevista de 1991 recordaba: «En realidad no me pegaba en el sentido clásico, básicamente me agarraba y me golpeaba contra el suelo".
En su juventud, Ražnatović aspiraba a ser piloto como lo había sido su padre. Debido a los cargos tan exigentes y significativos de sus padres, parecía haber muy poco tiempo en el que se pudiera establecer un vínculo entre padres e hijos. Los padres de Ražnatović acabaron divorciándose durante su adolescencia.
El adolescente Ražnatović fue detenido por primera vez en 1966 por arrebatar bolsos a mujeres en los alrededores del Parque Tašmajdan, pasando un año en un centro de detención de menores no muy lejos de Belgrado. A continuación, su padre lo envió a la ciudad costera de Kotor para que se alistara en la Armada yugoslava, pero el joven Ražnatović tenía otros planes (acabó en París a los quince años). En 1969 fue detenido por la policía francesa y deportado a su país, donde fue condenado a tres años en el centro de detención de Valjevo por varios robos. Durante este tiempo organizó su propia banda en la prisión.
En su juventud, Ražnatović fue pupilo del amigo de su padre, el político esloveno y ministro federal del Interior, Stane Dolanc.  Dolanc fue jefe de la Dirección de Seguridad del Estado (UDBA) y estrecho colaborador del Presidente Josip Broz Tito. Siempre que Ražnatović estaba en apuros, Dolanc le ayudaba, supuestamente como recompensa por sus servicios a la UDBA, como se vio en la fuga de la prisión de Lugano en 1981. Se cita a Dolanc diciendo: «Un Arkan vale más que toda la UDBA».

## Trayectoria criminal
En 1972, a los 20 años, emigró a Europa Occidental de manera ilegal, esperando encontrar fortuna continuando sus actividades delictivas. En el extranjero, conoció y mantuvo contacto con muchos conocidos criminales de Yugoslavia, como Ljuba Zemunac, Ranko Rubežić, Đorđe «Giška» Božović, Goran Vuković, etc., todos ellos también contratados ocasionalmente por la UDBA que más tarde murieron asesinados. Tomó su alias (”Arkan”) de uno de los nombres falsos que utilizó en sus pasaportes. Fue arrestado en Bélgica, los Países Bajos, Suecia, Alemania, Austria, Suiza e Italia por diversos cargos, como robo a mano armada, asalto y asesinato. Fue encarcelado en Bélgica en 1974, de donde escapó tres años después, y volvió a ser encarcelado en territorio holandés en 1979, de donde escapó en 1981. A estas alturas ya había sido herido en un tiroteo con la policía. Huyó de docenas de prisiones europeas, incluyendo el complejo que es hoy la prisión de alta seguridad para criminales de guerra en Scheveningen, cerca de La Haya. Ražnatović se encontraba entre los diez criminales más buscados por la Interpol.
Regresó a Yugoslavia en 1981, continuando su carrera como delincuente mediante la apertura de numerosos negocios ilegales. En noviembre de 1983, dos agentes de la Policía Federal yugoslava fueron a detenerle para interrogarle sobre estas actividades, pero se resistió a la detención, sacando su arma e hiriendo a ambos. La intervención de Stane Dolanc logró su excarcelación dos días después. Este incidente incrementó su reputación de criminal político en Belgrado.

### Guerra de los Balcanes

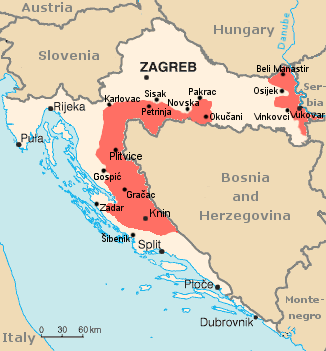
Mapa de Croacia; En rojo, los territorios reivindicados por la República Serbia de Krajina, en los cuales Ražnatović tenía su cuartel general

Bandera de la GVS, organización paramilitar conocida como los Tigres de Arkan

A principios de la década de 1990 la situación política, étnica y religiosa en los Balcanes se volvió muy tensa, lo que provocó que el 11 de octubre de 1990 Ražnatović creara un grupo paramilitar denominado Guardia voluntaria Serbia, auspiciada por la plana mayor del EPY. Ražnatović era el líder de esta unidad, que se formó a partir de los Delije, aficionados ultras del ERB.
En noviembre de 1990 Ražnatović se desplazó a Knin, en Croacia, para asistir a una reunión del consejo de guerra de la República Serbia de Krajina. En el trayecto de vuelta a Belgrado fue arrestado por tráfico de armas por la policía en la frontera entre Croacia y Bosnia junto a otros cinco serbios. Fueron imputados por cargos de conspiración para derrocar el nuevo estado de Croacia e intento de asesinato del presidente croata Franjo Tuđman. El 14 de junio de 1991 fue liberado bajo extrañas circunstancias tras la celebración de un juicio político en Zagreb. 
Los Tigres de Arkan, fuerza paramilitar que él mismo creó, establecieron su cuartel general y base de entrenamiento en unas antiguas instalaciones militares de Erdut. Este grupo estuvo en activo desde mediados de 1991 hasta finales de 1995, empezando su actividad en la región de Vukovar, en Croacia. Se cree que el grupo estaba formado por unos 10 000 hombres bien entrenados y equipados con el armamento más moderno, incluyendo varios tanques y helicópteros. 
Tras el comienzo de la Guerra de Croacia en otoño de 1991 y de la Guerra de Bosnia en abril de 1992, Ražnatović y sus unidades se movilizaron para defender los territorios controlados por los serbios en estos países, realizando operaciones de limpieza étnica de todos los ciudadanos no serbios de estos territorios. En la Krajina, los Tigres de Arkan combatieron en varios lugares de la Eslavonia Oriental. En la República Srpska, los Tigres de Arkan combatieron en los alrededores de Zvornik y Brčko, donde aplastaron a unidades de bosnios pobremente armados.
A mediados de 1992, las autoridades militares serbias en la República Srpska no permitieron que operaran formaciones paramilitares. El General Ratko Mladić, Comandante del Estado Mayor del Ejército de la República Srpska, ordenó que todas las formaciones paramilitares fueran desarmadas el 28 de julio en el territorio de Bosnia y Herzegovina. Obligó a desarmarlos, arrestarlos e iniciar procedimientos penales contra las formaciones paramilitares ante los tribunales del Ejército de Bosnia y Herzegovina, independientemente de su ciudadanía.
En otoño de 1995, por un corto tiempo, sus tropas combatieron en el área de Banja Luka, Sanski Most y Prijedor, donde fueron comandados en la mayor parte de las acciones de guerra por el propio Ražnatović, llegando a recompensar a sus combatientes con partes de los botines procedentes de sus saqueos.
Ražnatović se convirtió en un icono, tanto para los serbios como para sus enemigos. Para los serbios era un héroe popular y un patriota, mientras que para sus enemigos se había convertido en blanco de su odio.
Sus tropas también estuvieron estacionadas en la República Serbia de Krajina luchando contra el ejército croata, donde entró en conflicto con el también líder serbio Milan Martić sobre las operaciones militares llevadas a cabo.
Ražnatović era confidente de Zoran Đinđić y, de manera ocasional, coincidió con él durante el transcurso de la guerra, llegando a recomendarle su salida del país cuando comenzaron los bombardeos de la OTAN porque pensó que su vida corría peligro. Ražnatović también tenía contactos muy cercanos e incluso planes políticos con el político ruso ultranacionalista Vladimir Zhirinovsky.

### Poder e influencia en Yugoslavia
Ražnatović era un hombre poderoso con conexiones al máximo nivel en el aparato del Estado yugoslavo. No obstante, su influencia sobre las altas esferas de la sociedad serbia era insignificante. Ražnatović se presentaba a sí mismo como defensor de los serbios y luchador por la libertad y la justicia. Era conocido por sus múltiples personalidades, mostrándose como un líder fuerte e incluso brutal en público y más reservado y cuidadoso en privado. También organizó y financió ayuda humanitaria para familias pobres y huérfanos de la guerra, así como dio pensiones a los voluntarios lisiados y a las familias de los soldados fallecidos.
Ražnatović fue glorificado por parte de la población serbia como un héroe de guerra, llegando incluso a dedicársele canciones a su nombre. Otros lo desdeñaron debido a su forma de vida de mujeriego y a la enorme abundancia con la que se movía, obtenida por métodos poco lícitos, se suponía. Poseía una mansión en el barrio belgradense de Dedinje, donde residen los políticos y los diplomáticos extranjeros. 
Pese a crecer en el seno de una familia atea y comunista, tuvo gestos en los que mostró respetos públicamente a la IOS, y especialmente a su cabeza visible, el patriarca Pavle, apareciendo en fiestas religiosas, siempre de manera pública. Sobre los motivos que le llevaron a esa nueva espiritualidad religiosa algunos apuntaron que fue una tentativa desvergonzada de autopromoción, en un intento de reconciliación con la sociedad serbia.
El 3 de noviembre de 1993, Ražnatović y sus seguidores fundaron el Partido de la Unidad Serbia, con Ražnatović como su presidente. El partido perdió las elecciones parlamentarias y no pudo conseguir ningún asiento, a pesar de la energética campaña electoral que llevó a cabo. En las elecciones de 2000 el PUS obtuvo 200 000 votos, consiguiendo así 14 asientos en el Parlamento serbio.
En la posguerra, tras la firma de los Acuerdos de Dayton, Ražnatović volvió a sus intereses en el deporte y los negocios privados. La Guardia Voluntaria Serbia fue disuelta de manera oficial en abril de 1996, con la posibilidad de volver a reintegrarse en caso de emergencia de guerra. En junio de ese mismo año se hizo con un equipo de fútbol de segunda división, el FK Obilić, que convirtió en poco tiempo en un equipo de primera línea, llegando a ganar el campeonato de liga, además de participar en competiciones europeas.
Llegó a amenazar a los jugadores de equipos rivales que metían goles al Obilić. Estas amenazas eran subrayadas por miles de veteranos de su grupo paramilitar, que llenaban las gradas mientras entonaban cantos amenazantes. Un jugador contó a la revista británica Four-Four-Two que se encerraba en un garaje cuando su equipo jugaba contra el Obilić. La UEFA prohibió al Obilić la participación en sus competiciones. Ražnatović abandonó la presidencia del club, ya que la Interpol dio orden de capturarlo. Esto llevó a que no pudiera desplazarse con el equipo, por lo que su mujer, Svetlana Veličković-Ražnatović, asumió el control total del club. Ražnatović fue también presidente de la Asociación Yugoslava de kickboxing.
Fue acusado de estar involucrado en tramas de extorsión y contrabando de petróleo y artículos de lujo, aunque también estableció negocios lícitos, llegando a tener a más de 400 personas trabajando para él. Entre estos negocios se contaban casinos, discotecas, gasolineras, pastelerías, almacenes, panaderías, restaurantes o gimnasios, así como una agencia de seguridad privada.
Tuvo nueve hijos con cinco mujeres diferentes. Su hijo mayor, Mihajlo, nació en 1975, producto de una relación con una mujer sueca, Agneta. Mihajlo llegó a combatir junto a su padre. Más tarde tuvo dos hijas, una producto de una relación con una mujer belga y la otra con una actriz de Belgrado, los tres con su paternidad reconocida. La primera esposa de Ražnatović era Natalija Martinović, una profesora de español, con quien tuvo cuatro hijos. Ražnatović se divorció y más adelante contrajo matrimonio el 19 de febrero de 1995 (con un uniforme militar montenegrino de la Primera Guerra Mundial) con Veličković-Ražnatović, una joven cantante y principal exponente del estilo musical denominado turbo-folk. Fueron una pareja muy popular y glamourosa que aparecía a menudo en público. Fruto de este matrimonio nacieron sus hijos Veljko y Anastasija.
Ražnatović era aliado de manera extraoficial de Slobodan Milošević, y se movía bajo su control, pese a que era totalmente independiente en sus acciones y decisiones. Los contactos entre ambos se realizaban generalmente a través de las oficinas de un mediador, Radovan Stojičić ”Badža”, Jefe de policía y persona cercana a Milošević, que fue asesinado en abril de 1997.
En agosto de 1998, cuando las tensiones en Kosovo ya habían comenzado, Ražnatović intentó posicionarse cerca de Occidente y ganarse sus simpatías escribiendo una carta de apoyo al presidente de Estados Unidos, Clinton, por los atentados contra las embajadas estadounidenses en Kenia y Tanzania. En la carta expresó sus condolencias a las víctimas que murieron en el ataque, y advirtió a Clinton de los peligros del fundamentalismo islámico. En un extracto de la carta se podía leer: ”Señor presidente, no admita que el terrorismo continúe en esta parte de los Balcanes, en el Estado Serbio, que es y será siempre amigo de su Estado”. Clinton no le hizo caso y nunca respondió a la carta.

### Guerra de Kosovo
Cuando estalló la Guerra de Kosovo en verano de 1998., Ražnatović fue avisado para que ordenase a sus oficiales y soldados que se unieran al ejército y a la policía en la lucha contra el UÇK, pero no fue personalmente allí a supervisar la situación. Antes de que lo peor del conflicto comenzara, Ražnatović visitó Kosovo en varias ocasiones como oficial del gobierno, intentando pacificar a los albaneses, tratando de dar apariencia de seguridad y esperanza a los serbios. Sin embargo, se le acusa de desempeñar un papel militar durante la OFA.
De acuerdo con el juez Richard May del Reino unido, el TPIY publicó una acusación contra Ražnatović el 30 de septiembre de 1997 por los crímenes de guerra de genocidio, crímenes contra la humanidad y las rupturas de la Convención de Ginebra de 1949. La autorización se mantuvo sellada y no se hizo pública hasta el 31 de marzo de 1999, cuando los bombardeos de la OTAN en Yugoslavia ya habían comenzado. La acusación de Ražnatović fue hecha pública por Louise Arbour, después Alta Comisionada de la Oficina de las Naciones Unidas para los Derechos Humanos y miembro de la Suprema corte de Canadá.
Durante los bombardeos que llevó a cabo la OTAN en Serbia, Ražnatović negó todos los cargos que había contra él de crímenes de guerra en entrevistas que dio a cadenas de televisión como CNN, la BBC y otros reporteros extranjeros durante la Guerra de Kosovo. Asimismo, culpó a la OTAN por los bombardeos sobre civiles y la creación de refugiados de todas las etnias, e indicó que él desplegaría a sus tropas solamente en el caso de una invasión de las tropas de la OTAN por tierra. Después que la Fuerza Aérea de los Estados Unidos bombardeara la embajada de China en Belgrado (suceso en el que murieron tres periodistas, y que condujo a una escalada de tensiones diplomáticas entre los Estados Unidos y la República Popular China), la OTAN y varios medios de comunicación occidentales declararon que el edificio había sido considerado un objetivo porque la oficina del agregado militar chino era utilizada por Ražnatović para comunicar y para transmitir mensajes a sus hombres en Kosovo.
Para Ražnatović, los meses posteriores al final de la Guerra de Kosovo, y hasta el día de su asesinato, se convirtieron en un largo período de polémica, controversias, rumores y especulaciones, especialmente dentro de Serbia.

### Muerte
Ražnatović fue asesinado el 15 de enero de 2000 en el vestíbulo del Hotel ”Intercontinental” de Belgrado, en un lugar donde fue rodeado por otros huéspedes del hotel. El asesino, Dobrosav Gavrić, era un joven de 23 años, miembro de la brigada móvil de la policía desde 1996 hasta junio de 1999. Gavrić tenía lazos con el mundo del hampa y sus otros dos cómplices detenidos eran: Dejan Pitulić, también expolicía expulsado por ”abusos de sus funciones y por haber ofrecido servicios de seguridad a criminales”; y Vujadin Krstić, un conocido criminal.

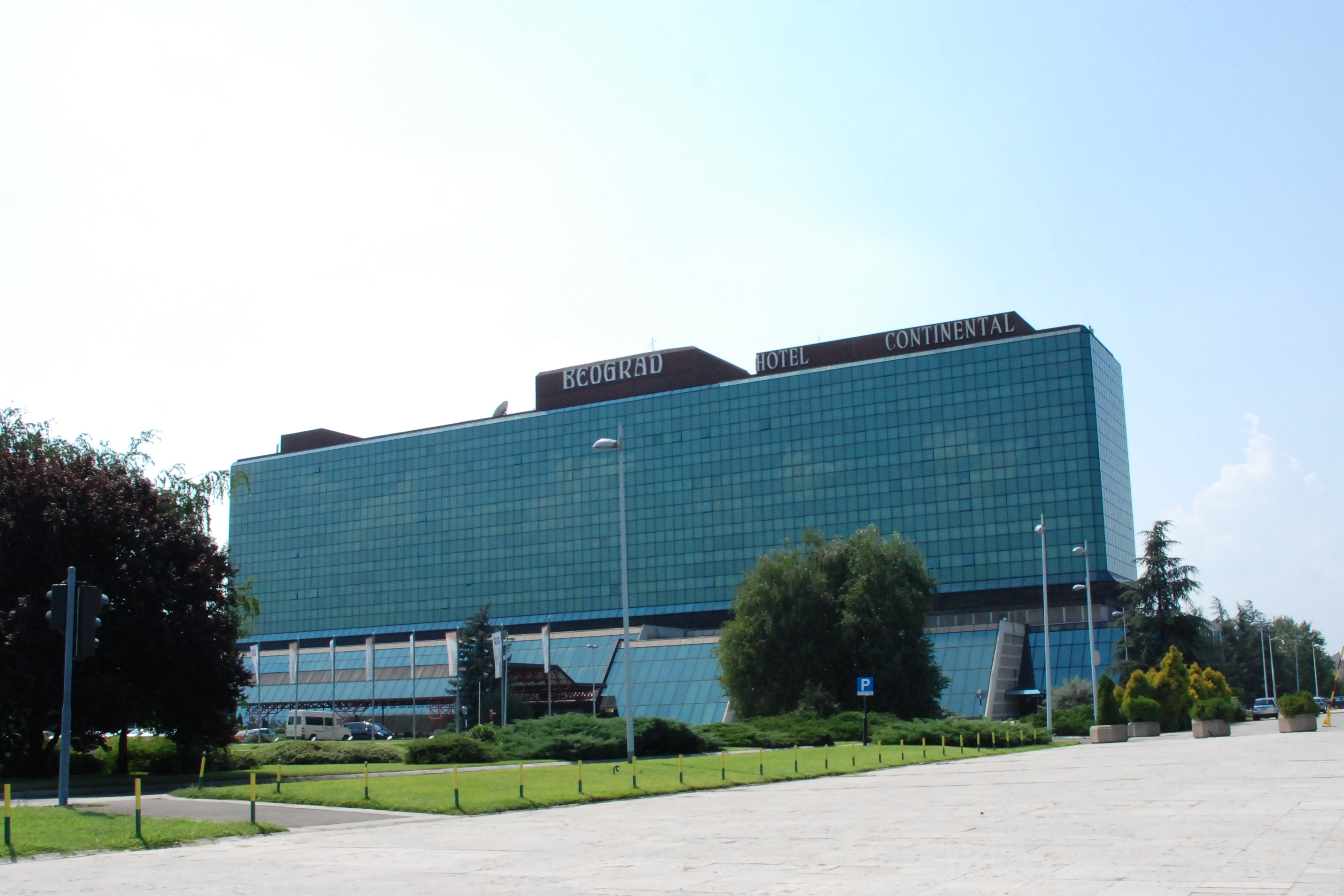
Intercontinental de Belgrado – donde Ražnatović fue asesinado

Gavrić se acercó hacia Ražnatović —quien estaba sentado, hablando con dos amigos— por detrás, esperó unos minutos, se aproximó sin ser visto y realizó una sucesión de disparos rápidos. Ražnatović fue disparado tres veces por la espalda en la parte trasera de la cabeza y entró en coma. Su mujer, la famosa cantante serbia Svetlana Ražnatović, se encontraba a 50 metros del lugar del asesinato, comprando en una de las boutiques del hotel cuando oyó los disparos. Su guardaespaldas le introdujo en un vehículo y le llevaron al hospital aún con vida. Los médicos intentaron su reanimación cardiopulmonar durante más de una hora en vano, aunque consiguieron revivirle durante un instante. La muerte fue certificada a las 18:50 horas.
Los acompañantes de Ražnatović en aquel momento Milenko Mandić, un hombre de negocios, y Dragan Garić, inspector de policía, también fueron asesinados por Gavrić. Gavrić fue disparado y herido por el guardaespaldas de Ražnatović, Zvonko Mateović, y cayó inconsciente. Una mujer fue herida de gravedad en el intercambio de disparos entre ambos. Después de una complicada intervención quirúrgica, Gavrić sobrevivió, pero como resultado de las heridas quedó postrado en silla de ruedas.
Ražnatović fue enterrado con honores militares por sus voluntarios. El 20 de enero de 2000 tuvo lugar el funeral en una iglesia ortodoxa, con afluencia de más de 20 000 personas.
Tras la violenta muerte de Ražnatović todos sus enemigos lo celebraron. Para unos fue el fin merecido de un criminal, mientras que otros hubieran preferido que la historia de Ražnatović hubiera acabado en el TPIY de La Haya. Las reacciones a su muerte en el espectro político serbio fueron muy variadas, pero todas ellas fueron de sorpresa. Los serbios prooccidentales consideraban y consideran a Ražnatović como una vergüenza nacional; para ellos, su figura representa a un bandido y a un errático señor de la guerra. Para otros, Ražnatović representa al último serbio patriota y una leyenda heroica.
Las especulaciones, polémicas y controversia continúan rodeando la vida de Željko Ražnatović después de su muerte.

### Juicios y rumores
Gavrić se declaró inocente y nunca admitió haber cometido el crimen. Fue encontrado culpable y sentenciado a 19 años de cárcel. Sus cómplices fueron condenados entre 3 y 15 años cada uno, después de un juicio de un año de duración, celebrado en 2002. Sin embargo el veredicto del juzgado de distrito fue revocado por el Tribunal Supremo debido a la carencia de evidencias y la imprecisión del primer juicio.
En 2006. comenzó un nuevo juicio que finalizó el 9. de octubre y en el que se le declaró culpable a Gavrić, así como a sus cómplices Milan Djurišić y Dragan Nikolić. Cada uno fue condenado a 30 años de cárcel.
Sin embargo, la identidad de la persona o personas que estaban detrás del asesinato seguían siendo muy confusas. Según un rumor, Marko Milošević, el hijo de presidente de Yugoslavia, Slobodan Milošević, tuvo fuertes disputas con Ražnatović sobre el control del contrabando de petróleo.
Otro rumor apuntaba a que fue Rade Marković quien pidió a Andrija Drašković que buscara a individuos dispuestos a cometer el asesinato de Ražnatović y coordinar el resto de la misión. Drašković empleó a Dragan Nikolić, conocido como Gagi, y Zoran Uskoković, también conocido como Skole. Dragan Nikolić también contó para la operación con Dobrosav Gavrić y Milan Đuričić. Ellos dos eran personas en las que Gagi tenía confianza. Đuričić era su primo, mientras que Gavrić era su mejor hombre. Junto con Skole y su cuadrilla planearon y organizaron el asesinato de Ražnatović en su apartamento.
Para finalizar, también se llegó a rumorear que Borislav Pelević, persona cercana a Ražnatović y su sucesor como presidente del PUS, sirvió como ”topo” en la conjura contra Ražnatović. Los Servicios de Seguridad pincharon los teléfonos de Ražnatović poco antes su asesinato; durante cuatro meses el grupo siguió los movimientos de Ražnatović y su paradero, llegando a aprender sus hábitos.
Tras la muerte de Ražnatović su abogado reclamó que había sido asesinado por el SBS británico.